# Catedral basílica menor de Nuestra Señora de la Luz
La catedral basílica menor de Nuestra Señora de la Luz (en portugués: Catedral Basílica Menor Nossa Senhora da Luz) es una iglesia católica en la ciudad de Curitiba, en el estado brasileño de Paraná. En 1668 una pequeña iglesia de madera fue construida en el sitio, en el casco antiguo de la Curitiba de hoy, con una iglesia dedicada a Nuestra Señora de la Luz y Buen Jesús. Es la catedral de la arquidiócesis de Curitiba.
En 1693 se instaló en el lugar el Concejo Municipal con el fin de elegir a las primeras autoridades municipales. El 29 de marzo del mismo año se hizo oficial la fundación de la villa de Nossa Senhora da Luz e do Bom Jesus dos Pinhais de Curitiba.
Años más tarde este pequeño edificio dio paso a una iglesia más grande en piedra y arcilla, cuya terminación se produjo en 1721, llamada la Iglesia sede. Esta a su vez fue demolido entre los años 1875 y 1880, para finalmente construir la catedral actual, cuya obra se llevó a cabo entre 1876 y 1893.